# Korolówka-Osada
Korolówka-Osada – osada w Polsce położona w województwie lubelskim, w powiecie włodawskim, w gminie Włodawa.
W latach 1975–1998 miejscowość administracyjnie należała do województwa chełmskiego.
Osada jest sołectwem w gminie Włodawa. Według Narodowego Spisu Powszechnego z roku 2011 osada liczyła 474 mieszkańców.
Wierni Kościoła rzymskokatolickiego należą do parafii Nawiedzenia Matki Bożej Kodeńskiej w Żukowie.